# Pahrump (Nevada)

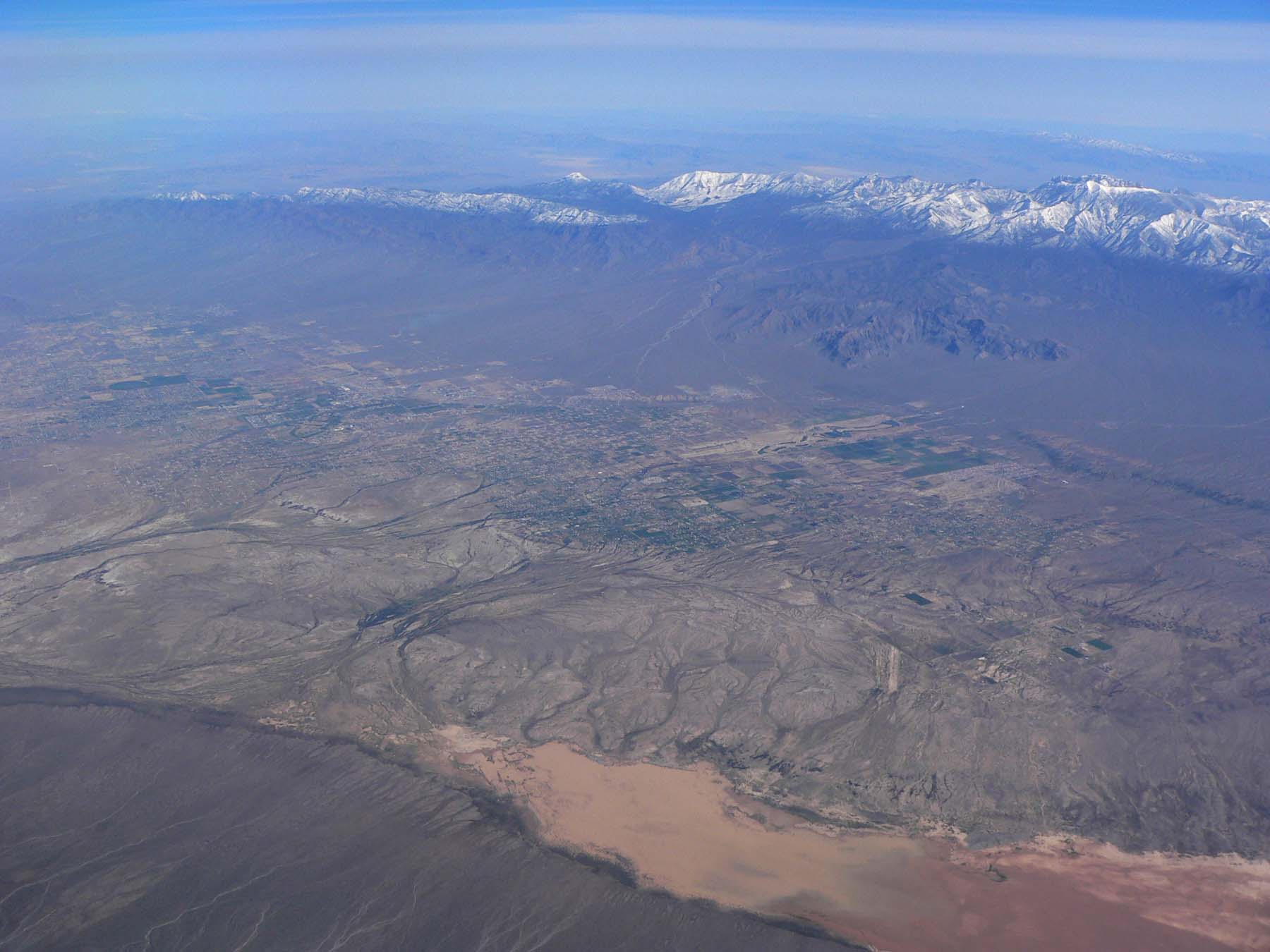
Vista aérea de Pahrump. Al fondo, las Spring Mountains.

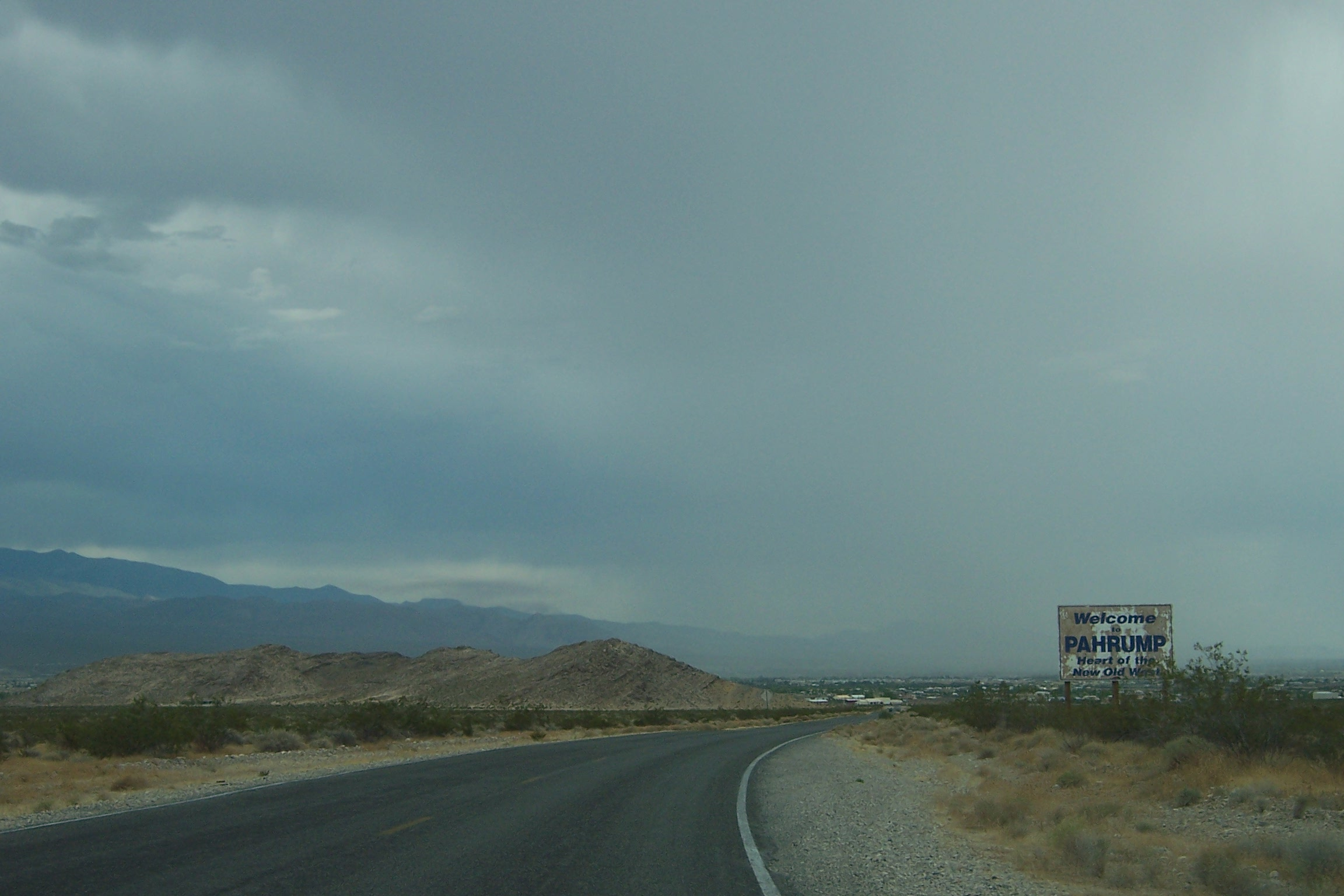
Señal de bienvenida a Pahrump, Nevada.

Pahrump es un lugar designado por el censo localizado en el Condado de Nye (estado de Nevada, Estados Unidos), fronteriza con California. En el año 2000 tenía 24.631 habitantes, que aumentaron a 40.371 en la estimación de 2005. La ciudad se extiende por una superficie de 771,5 km² y su lema es "el Corazón del Nuevo Viejo Oeste" (en inglés Heart of the New Old West).

## Historia
Los primeros colonizadores de esta región fueron los shoshone. El nombre de la ciudad proviene probablemente de la palabra Pah-Rimpi, que significa algo así como "Roca de agua". En el siglo XIX llegaron los primeros colonos americanos a Pahrump y construyeron algunos ranchos, que ocupaban un área total de 4 km². Allí se cultivaba algodón y alfalfa, y se criaba ganado. Hasta los años 60, Pahrump no tenía ninguna conexión telefónica y el único acceso a la ciudad era un camino de gravilla. En el año 1972 se construyó un instituto de secundaria.
Pahrump es conocida en la actualidad por sus burdeles (que son legales), entre los que destaca el "Chicken Ranch Brothel".